# Động đất Nagano 2014
Động đất Nagano 2014 (長野県神城断層地震 Nagano-ken Kamishiro dansō jishin) là trận động đất xảy ra vào lúc 22:08 (JST), ngày 22 tháng 11 năm 2014. Trận động đất có cường độ 6,8 MJMA, tâm chấn độ sâu khoảng 10 km. Không có cảnh báo sóng thần cho trận động đất này. Trận động đất đã làm 46 người bị thương.

## Thang địa chấn
| Thang địa chấn | Tỉnh    | Địa điểm               |
| -------------- | ------- | ---------------------- |
| 6-             | Nagano  | Nagano, Otari, Ogawa   |
| 5+             | Nagano  | Hakuba, Shinano        |
| 5−             | Nagano  | Itoigawa, Myoko        |
| 5−             | Niigata | Nakano, Omachi, Iizuna |